# 內藤義清
內藤義清（1463年—1537年），是日本戰國時代的武將。父親是內藤重清。兒子有清長、忠鄉。三女是石川數正的正室。岡崎五人眾之一。內藤氏中興之祖。

## 生平
在寬正4年（1463年）出生。仕於松平信忠、松平清康並成為上野城城主。在大永5年（1525年）防衛攻撃上野城的織田信秀軍。享祿2年（1529年），跟隨松平清康進攻吉田城和宇理城並立下功績。在天文5年（1536年）迎撃因得知前年發生的森山崩令三河弱化而侵入三河的織田信秀，於此戰中負傷，在翌年（1537年）因為這次戰傷而死去。享年73歲。法名是釋善芳。墓所在愛知縣岡崎市鴨田町的西光寺。